# アーノルド・ヒーニー
アーノルド・ダンフォード・パトリック・ヒーニー（Arnold Danford Patrick Heeney、1902年4月5日 - 1970年12月20日）は、カナダの法律家、外交官、官僚である。

## 人物
ヒーニーが生まれたのはケベック州モントリオールである。彼はウィニペグのセントジョンズ・カレッジを1921年に卒業し、学士号を取得した。1923年には修士号をマニトバ大学から得ている。マニトバ・ローズ奨学金でオックスフォード大学のセントジョンズ・カレッジに留学した後、あらためてマギル大学で民法の学士号を得ている。
1929年に海洋法の専門家として彼はモントリオールの法律事務所に就職した。彼が扱った最後の仕事の一つがF・R・スコット対ウェストマウント市の裁判で、本件で彼はスコットを勝訴に導いている。
1938年にはマッケンジー・キング首相の首席秘書官になった。1940年から49年には枢密院書記官長となった。彼はおそらく第二次大戦期における官僚のなかでもっとも重要な人物であった。ある歴史家は彼を評して「ほとんど独力でカナダの行政を近代化した」と述べている。
1949年にヒーニーは外務次官になり、その後、北大西洋条約機構(NATO)大使に就任した。彼は1953年から57年にかけて、また59年から62年にかけて在アメリカ大使を務めた。
1968年にはカナダ勲章のコンパニオンを受勲した。彼は1970年にオタワで亡くなっている。